# Hauptfriedhof Neureut
Der Hauptfriedhof Neureut ist eine Friedhofsanlage im nördlichen Stadtteil Neureut der Stadt Karlsruhe. Die Anlage umfasst  eine Fläche von 5,3 Hektar.

## Geschichte
Der Hauptfriedhof Neureut wurde im Jahre 1964 eröffnet, nachdem die beiden anderen zuvor genutzten Stadtteilfriedhöfe zu klein geworden waren. Während auf dem Südfriedhof Neureut auch weiterhin Bestattungen stattfinden, wurde der Nordfriedhof Neureut im Jahre 1990 für weitere Beerdigungen geschlossen. Als besonders Merkmal der Friedhofsanlage gilt die Brunnenanlage, die um einen zentral gelegenen Ehrenhof angelegt wurde, sowie die Friedhofskapelle. Beides sind Werke des Karlsruher Architekten Rainer Disse.

## Gräber bekannter Personen
Auf dem Hauptfriedhof in Neureut befinden sind die Grabstätten folgender bekannter Persönlichkeiten:
- Siegfried Buback (1920–1977), Generalbundesanwalt
- Adolf Ehrmann (1894–1981), Politiker
- Hartwig Steusloff (1937–2021), Informatiker und Hochschullehrer